# モンテベッロ・イオーニコ
モンテベッロ・イオーニコ（イタリア語: Montebello Ionico）は、イタリア共和国カラブリア州レッジョ・カラブリア県にある、人口約6,200人の基礎自治体（コムーネ）。

## 地理

### 位置・広がり

#### 隣接コムーネ
隣接するコムーネは以下の通り。
- バガラーディ
- メーリト・ディ・ポルト・サルヴォ
- モッタ・サン・ジョヴァンニ
- レッジョ・ディ・カラブリア
- サン・ロレンツォ